# Сунжа (город)

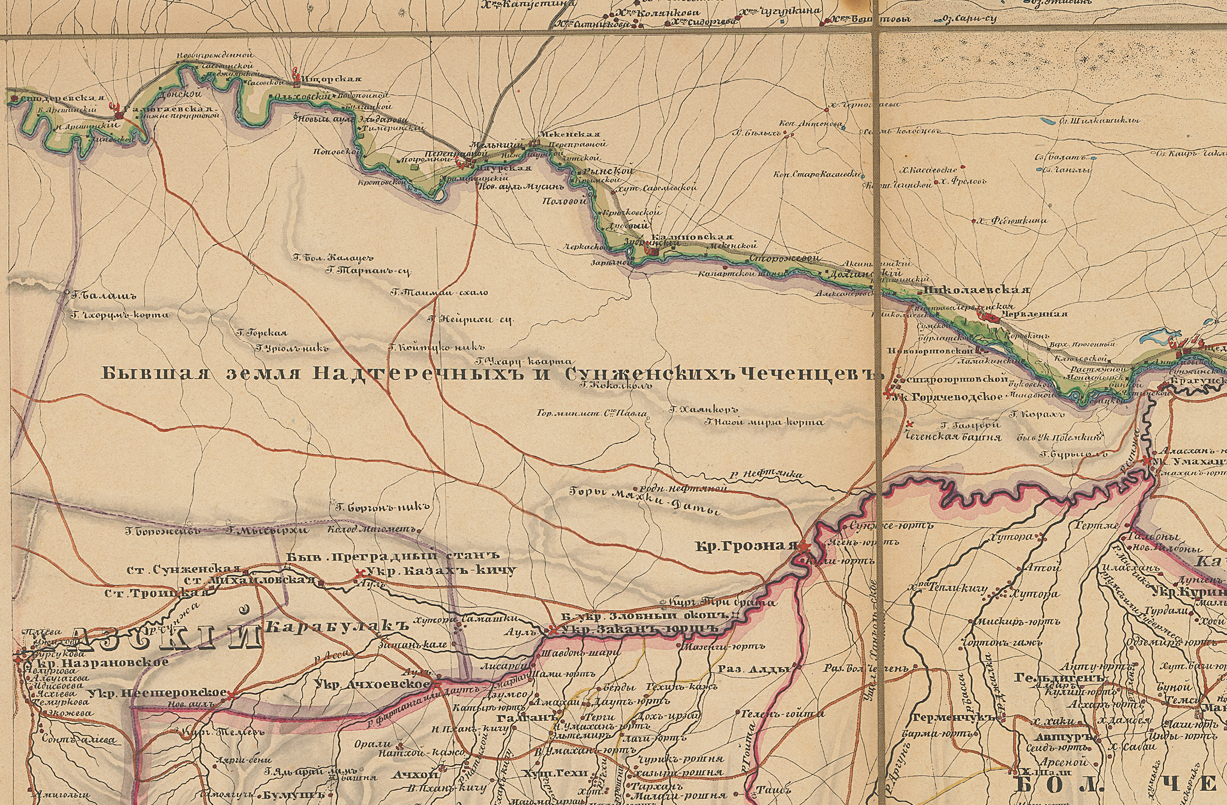
1847 г. Поселения на месте нынешнего г. Сунжа

Су́нжа (ингуш. Шолжа-пхье; до 2016 года — Орджоникидзевская, ингуш. Орджоникидзевски чечен. Орджоникидзевски, Сипсо-ГӀала) — город в Республике Ингушетия Российской Федерации. Административный центр Сунженского района Ингушетии (в состав которого не входит). Город республиканского значения, образующий городской округ город Сунжа.
Станица была основана казаками в 1845 году. В разное время входила в состав Кавказского линейного казачьего войска, Сунженского казачьего округа, Чеченской АО, Чечено-Ингушской АО, Чечено-Ингушской АССР и Грозненской области.

## География
Город расположен в долине реки Сунжа, в 22 км к северо-востоку от Назрани и в 47 км к западу от Грозного (расстояние по дороге). Историческое ядро расположено на левом (северном) берегу, но в настоящее время жилая застройка раскинулась по обе стороны реки.
К северу расположен безлесный Сунженский хребет. С запада непосредственно примыкает станица Троицкая, на востоке находится село Серноводское, входящее в Серноводский район Чеченской Республики. В 5 км южнее, в предгорье, расположена станица Нестеровская.
Железнодорожная станция Слепцовская Северо-Кавказской железной дороги — тупиковая на ветке, идущей от узловой станции Беслан (Северная Осетия). Ранее существовала прямая железнодорожная линия до Грозного, однако в ходе боевых действий на территории Чечни в 1990-е годы путь между Слепцовской и Грозным был разрушен и разобран.
Южнее проходит федеральная трасса Р217 «Кавказ». На западной окраине расположен аэропорт «Магас».

## История
Станица, с названием Сунженская, была основана в октябре 1845 года, во время Кавказской войны, в составе Сунженской кордонной линии. Станицы Сунженской линии были заселены казаками из уже существовавших станиц Кавказской линии, а также донскими казаками. Кроме донцов и казаков из других станиц линии (с территорий, ныне входящих в состав Краснодарского и Ставропольского краёв), в Сунженской поселились выходцы с Украины, из Воронежской губернии, записавшиеся в казаки казанские татары и поляки.
Сунженская расположилась на левом (северном) берегу реки. В отличие от соседней станицы Троицкой, основанной в том же 1845 году, Сунженская получила регулярную планировку. Были выстроены станичное правление, часовня, появился фельдшер, с 1848 года — двухгодичная школа.

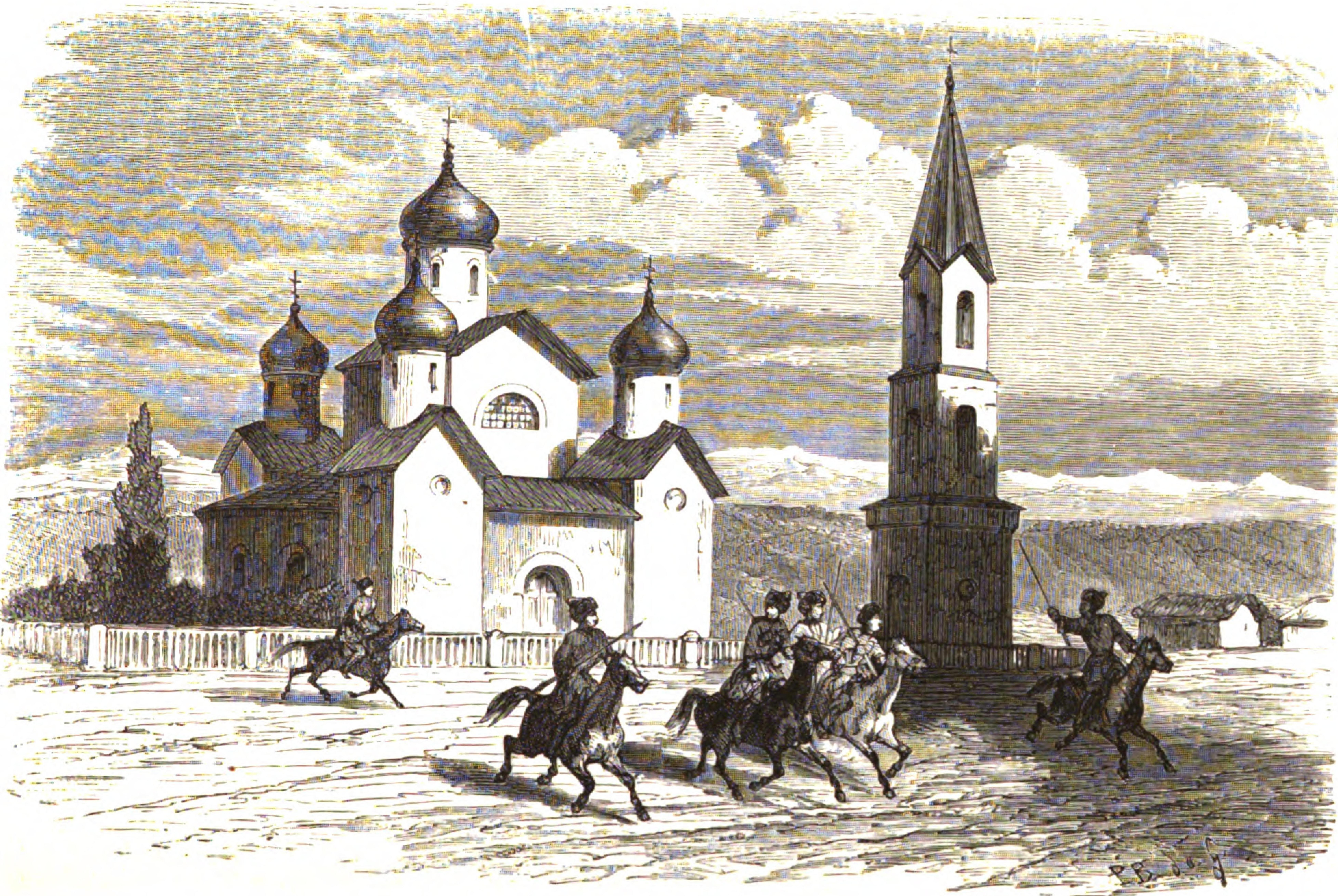
Церковь в станице. Флориан Жилль. Письма о Кавказе и Крыме. 1859 год.

29 декабря 1851 года Высочайшим приказом императора Николая I станица была переименована в Слепцовскую в честь участника Кавказской войны генерал-майора Н. П. Слепцова, ранее занимавшегося устройством Сунженской линии и, в определённой степени, имевшего право считаться основателем станицы Сунженской (Слепцов погиб в декабре 1851 года). К 1858 году станица находилась в составе 1-го Сунженского полка Кавказского линейного казачьего войска, который, будучи одним из трёх полков Сунженской линии, объединял казачьи станицы в среднем течении Сунжи и Ассы, с ответвлением в сторону Моздока (Карабулакская, Троицкая, Слепцовская, Михайловская, Ассинская, Магомед-Юртовская, Терская). С 1860 года станица находилась в составе Терской области.
Первоначально станица была построена на 250 дворов. По состоянию на 1874 год в станице было 519 дворов при 2709 жителях, имелись православная церковь, почтовая станция, школа, 2 кожевенных и 1 кирпичный заводы, источник холодной минеральной воды, 1 сентября в станице проходила ярмарка. По некоторым данным, ещё одна ярмарка проходила 17 марта. По имени станицы были названы также Слепцовские минеральные источники, находившиеся восточнее, в районе станицы Михайловской (ныне — село Серноводское).
Статья из ЭСБЕ (1900 год):
- Слепцовская — станица Терской области, Сунженского отдела. Жителей 4226. Церкви православная и старообрядческая, 3 школы, ссудосберегательное товарищество; 5 мельниц, 6 кузниц, разных мастерских — 22, лавок — 19. Производство сукон и холста.[18]

В августе 1917 года произошли столкновения между ингушами и казаками станиц Карабулакской, Троицкой и Слепцовской. Причиной конфликта послужили, в свою очередь, столкновения ингушей с солдатами, возвращавшимися с фронтов Первой мировой войны, во Владикавказе 6-7 июля. Несмотря на то, что уже 15 сентября между сторонами было заключено «перемирие», эти события фактически стали прологом к кровавым боям между ингушами и жителями казачьих станиц во время Гражданской войны на Кавказе.

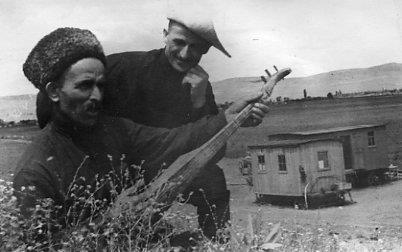
Трактористы Орджоникидзевской МТС Лукман Д. и Баудин И. в часы отдыха. 1939 год.

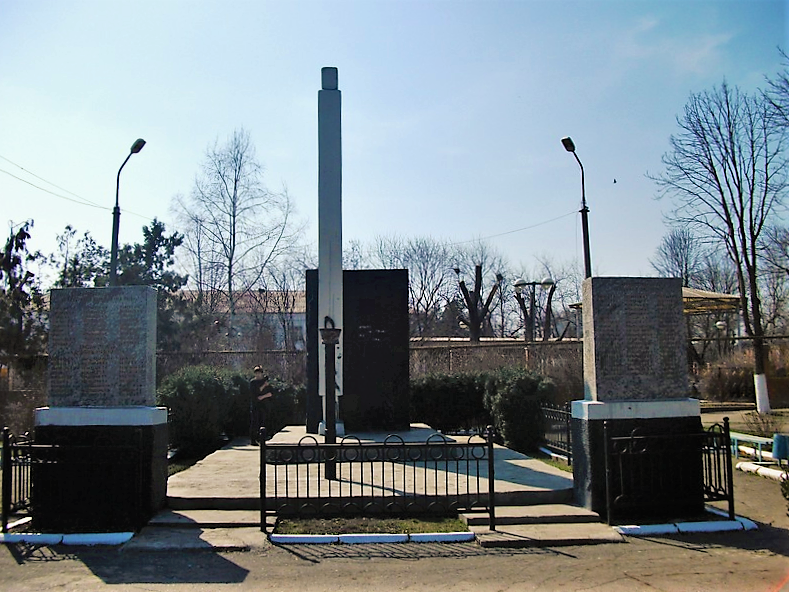
Мемориал жителям Орджоникидзевской, павшим в годы Великой Отечественной войны. 2011 год.

C 1920 года станица являлась административным центром Сунженского казачьего округа (сначала в составе Горской АССР, затем в составе Северо-Кавказского края). Округ был сформирован на базе ранее существовавшего в Терской области Российской империи Сунженского округа, возникшего в 1905 году (де-факто, с 1909 года — де-юре) после разделение казачье-ингушского Сунженского отдела на Назрановский (ингушский) и собственно Сунженский (казачий) округа. Советский Сунженский округ, как и его предшественник, объединял казачьи станицы в среднем течении Сунжи и Ассы, а также исторически связанные с ними поселения на Терском хребте и в долине Терека (станицы Вознесенская и Терская). Подавляющее большинство населения округа составляли русские.
В 1929 году Сунженский казачий округ был упразднён, станица Слепцовская вошла в состав Чеченской АО (с 1934 года — Чечено-Ингушской АО, с 1936 года — ЧИАССР). В 1939 году Слепцовская была переименована в Орджоникидзевскую, в честь советского государственного деятеля Серго Орджоникидзе, известного как организатора «расказачивания» и принудительного выселения казаков из ряда станиц региона (в частности, в 1920 году при активном участии Орджоникидзе казаки были выселены из станиц в верховьях Сунжи и её притоков — на территории современной Северной Осетии, а также из станиц в нижнем течении Сунжи — на территории современной Чечни).
После депортации чеченцев и ингушей в 1944 году станица входила в состав Грозненской области. После возвращения ингушей из среднеазиатской ссылки и восстановления Чечено-Ингушской АССР в 1957 году в Орджоникидзевской, как и в других сунженских станицах, начинает расти доля титульного населения республики (чеченцев и ингушей), доля русских падает.
Орджоникидзевская являлась районным центром Сунженского района ЧИАССР. В станице находился аэродром и другие объекты Ставропольского военно-авиационного училища.

### Современность
После разделения Чечено-Ингушетии в 1992 году восточнее Орджоникидзевской пролегла граница Ингушетии с Чечнёй. После начала Первой чеченской войны в станице, как и в других населённых пунктах Ингушетии, были организованы лагеря для вынужденных переселенцев, в которых проживали тысячи беженцев из Грозного и других районов соседней республики. Во время Второй чеченской войны в лагерях для переселенцев в Орджоникидзевской даже была создана общественная организация чеченских беженцев под названием Чеченский комитет национального спасения (2001 год).

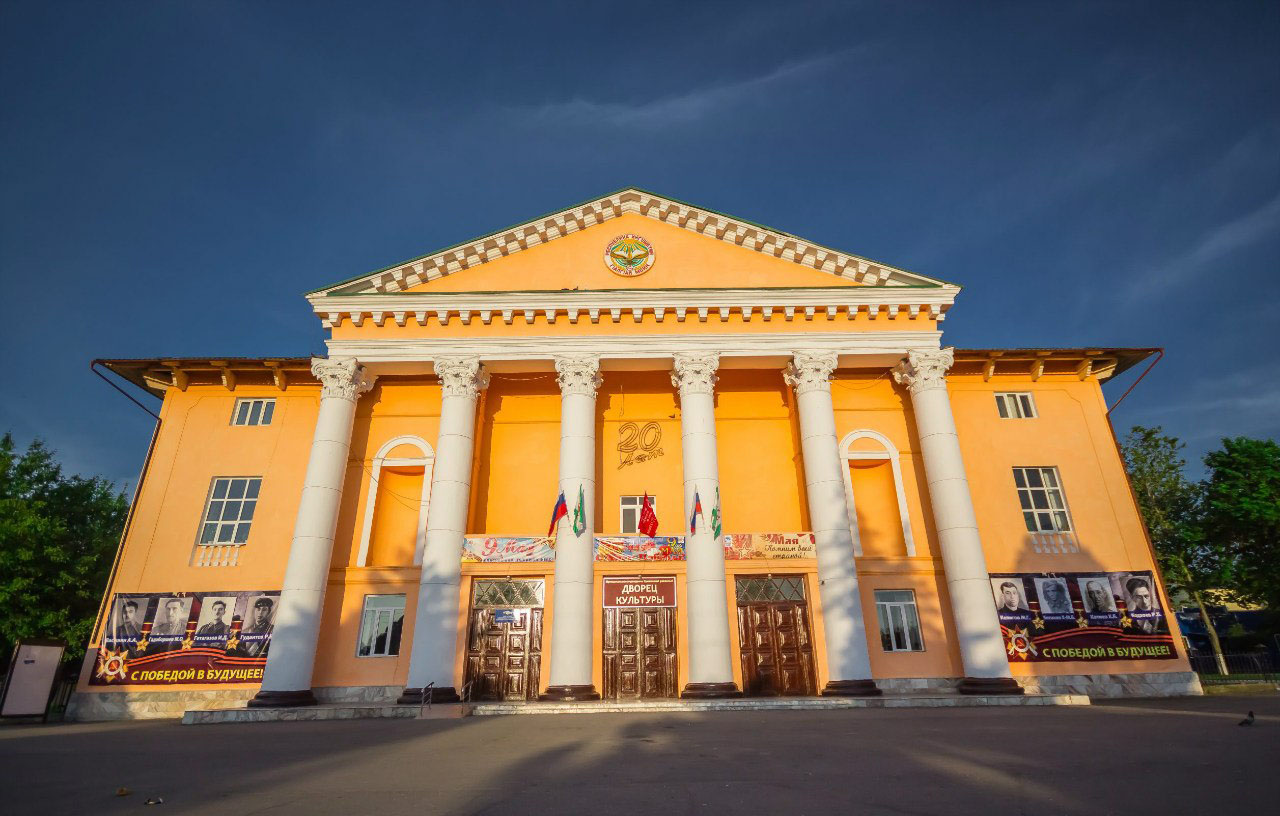
Дворец культуры.

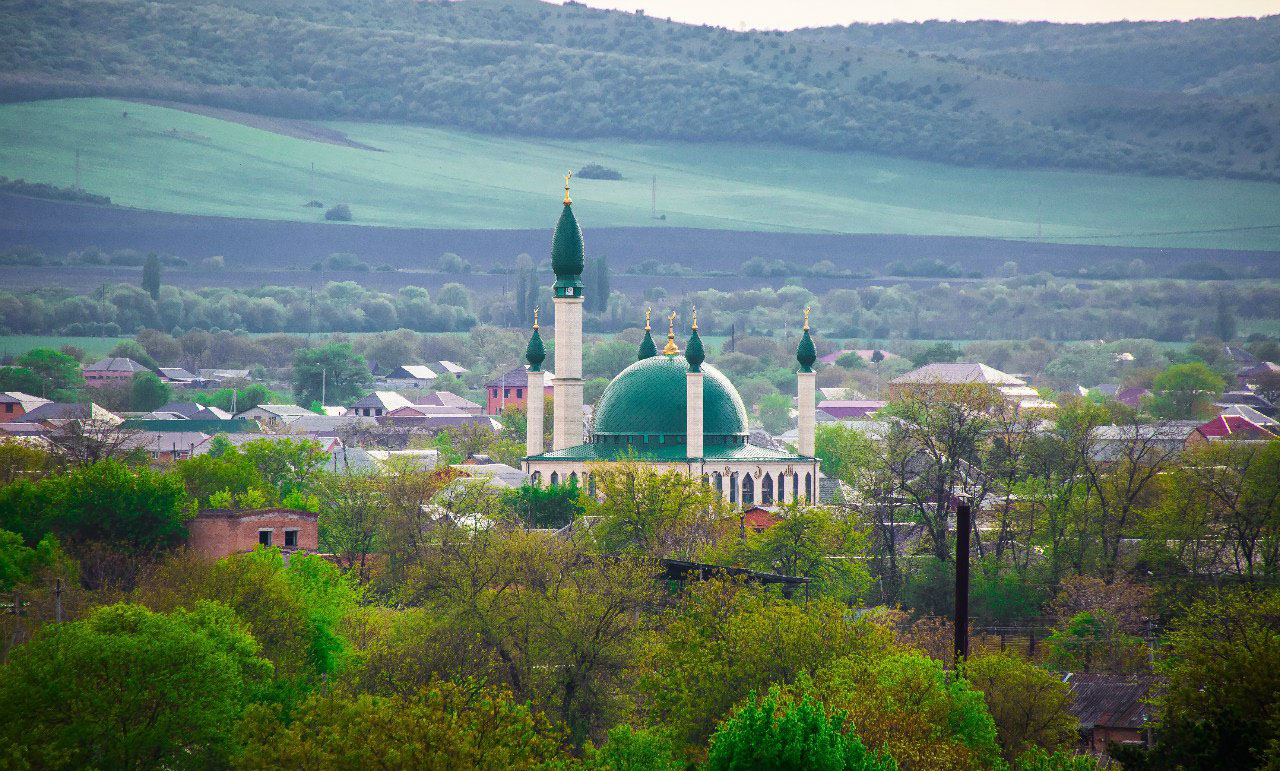
Центральная мечеть.

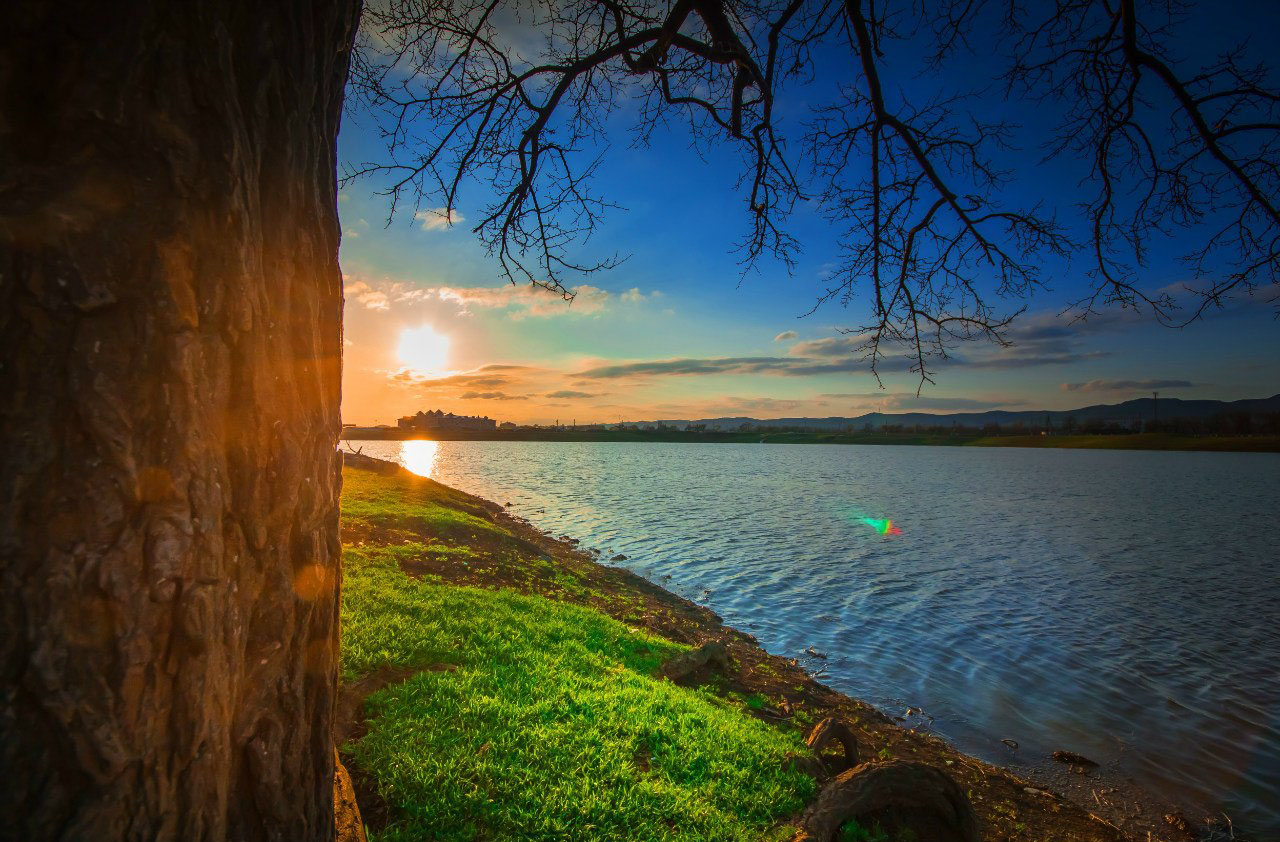
Городской пруд.

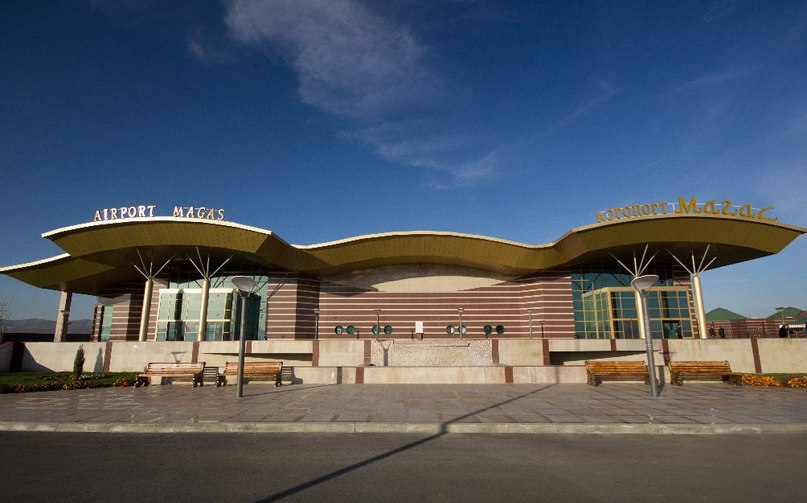
Терминал аэропорта «Магас». 2013 год.

С середины 1990-х годов в республике неоднократно поднимался вопрос повышения статуса станицы и превращения её в городское поселение (что обуславливалось, прежде всего, большой численностью населения Орджоникидзевской, нетипично большой для сельского населённого пункта). Так, в 1994 году предложение придать статус городов станице Орджоникидзевской и рабочему посёлку Карабулак высказывал Н. Д. Кодзоев, заведующий сектором истории Ингушского НИИ гуманитарных наук. В августе 1995 года Карабулаку был придан статус города, тогда же территория Назрани была расширена за счёт включения в её состав пяти близлежащих селений (Альтиево, Барсуки, Гамурзиево, Насыр-Корт, Плиево), но вопрос с Орджоникидзевской решён не был. В 1995 году Кодзоев вновь озвучил своё предложение относительно Орджоникидзевской, однако на сей раз последствий оно не имело.
В 2002 году через депутата И. У. Абадиева предложение о придании статуса города Орджоникидзевской было передано в Народное собрание Ингушетии. Было предложено дать новому городу название Кури-юрт (в честь одноимённого поселения, существовавшего в XIX веке). Парламент обсуждал этот вопрос, но так и не решил его. В октябре 2004 года глава администрации Сунженского района А. Ж. Накастоев обратился к президенту Ингушетии М. М. Зязикову с предложением «объединить станицы Орджоникидзевскую, Троицкую и Нестеровскую, и присвоить образованию статус города республиканского подчинения, назвав его Орджоникидзе». Предполагалось, что если придать станице Орджоникидзевской статус города и включить в его состав станицу Троицкую на правах муниципального округа, то это будет крупный город с населением около 100 тыс. человек (оценки численности населения — по состоянию на 2-ю половину 2000-х годов). Все эти инициативы так и не были реализованы.
В 2000-е и 2010-е годы в станице свою активность проявляло исламистское бандподполье, действующее на Северном Кавказе. В частности, некоторые объекты в Орджоникидзевской подверглись атаке в ходе нападения боевиков на Ингушетию в июне 2004 года. В станице неоднократно совершались нападения на сотрудников правоохранительных органов, совершались террористические акты, проводились спецоперации против боевиков.
В 2006—2008 годах в ряде населённых пунктов Ингушетии (город Карабулак, станицы Орджоникидзевская, Троицкая и Нестеровская, город Назрань, село Яндаре) была совершена серия преступлений против русскоязычных граждан (подрывы взрывных устройств, поджоги, обстрелы и убийства). Кульминацией этой серии стали события лета-осени 2007 года, когда было совершено несколько громких убийств, террористических актов и других преступлений против русских, корейцев, цыган, армян. В частности, в июне 2006 года в Орджоникидзевской была застрелена зам. главы администрации Сунженского района Г. С. Губина, курировавшая программу возвращения в Ингушетию русскоязычного населения (впоследствии её именем была названа одна из улиц станицы). В июле 2007 года в Орджоникидзевской была убита семья русской учительницы Л. В. Терёхиной (3 погибших), на похоронах которой был организован теракт (13 раненых). Эта серия преступлений привлекла значительное общественное внимание и привела к новой волне оттока русских из республики.
17 мая 2015 года в Орджоникидзевской был проведён референдум об изменении статуса муниципального образования с сельского поселения на городское поселение. Общая явка избирателей на голосование составила 65,66 %. За наделение станицы Орджоникидзевской — самого крупного населённого пункта Сунженского района — статусом городского поселения проголосовали 67,56 % избирателей. Одновременно был проведён опрос о названии. Согласно информации пресс-службы Главы Ингушетии, абсолютное большинство опрошенных (63,80 %) предпочли бы наименование «Сунжа».
5 июня 2015 года был подписан закон о наделении станицы Орджоникидзевской статусом посёлка городского типа. В тот же день был подписан закон Республики Ингушетия о преобразовании сельского поселения Орджоникидзевское в городское поселение. Избрание главы нового городского поселения состоялось в единый день голосования — 13 сентября 2015 года.
3 февраля 2016 года председатель Правительства Российской Федерации Дмитрий Медведев подписал распоряжение о переименовании посёлка городского типа Орджоникидзевская в посёлок городского типа Сунжа. В середине 2016 года городское поселение Орджоникидзевское было переименовано в городское поселение Сунжа.
25 ноября 2016 года глава Ингушетии Юнус-Бек Евкуров подписал республиканские законы «О преобразовании городского поселения Сунжа в городской округ» и «О преобразовании посёлка городского типа Сунжа Сунженского района Республики Ингушетия». Ранее на референдуме 78 % местных избирателей высказались за новый статус. Таким образом, Сунжа стала пятым городом в Ингушетии. 12 декабря 2016 года законы вступили в силу, пгт Сунжа получил статус города, городское поселение Сунжа было преобразовано в городской округ и выведено из состава Сунженского района.

## Население
До преобразования в посёлок городского типа это был крупнейший населённый пункт сельского типа в России и один из крупнейших в мире. Затем — крупнейший посёлок городского типа в России. После получения статуса города — второй после Назрани город Ингушетии по численности населения.
На 1 января 2025 года по численности населения город находился на 254-м месте из 1124 городов Российской Федерации.
| 1959    | 1970    | 1979    | 1989    | 2002    | 2006    | 2007    | 2008    | 2009    |
| ------- | ------- | ------- | ------- | ------- | ------- | ------- | ------- | ------- |
| 9581    | ↗15 859 | ↘15 574 | ↗17 318 | ↗65 112 | ↗67 698 | ↗68 332 | ↗69 060 | ↗70 095 |
| 2010    | 2011    | 2012    | 2013    | 2014    | 2015    | 2016    | 2017    | 2018    |
| ↘61 598 | ↗61 676 | ↗62 730 | ↗63 151 | ↗63 447 | ↗64 041 | ↗64 493 | ↗65 006 | ↗65 492 |
| 2019    | 2020    | 2021    | 2023    | 2024    | 2025    |         |         |         |
| ↗66 047 | ↗66 344 | ↘62 078 | ↗62 525 | ↗62 843 | ↗63 378 |         |         |         |

Национальный состав
| Год переписи | 1939           | 1970            | 1979            | 2002              | 2010              |
| ингуши       | 57 (0,69 %)    | ↗4694 (29,60 %) | ↗7262 (46,59 %) | ↗30 916 (47,48 %) | ↗55 480 (90,07 %) |
| чеченцы      | 97 (1,18 %)    | ↗490 (3,09 %)   | ↗873 (5,60 %)   | ↗32 789 (50,36 %) | ↘4647 (7,54 %)    |
| русские      | 7669 (92,97 %) | ↗9419 (59,39 %) | ↘6643 (42,62 %) | ↘887 (1,36 %)     | ↘561 (0,91 %)     |
| другие       | 426 (5,16 %)   | 1256 (7,92 %)   | 810 (5,20 %)    | 520 (0,80 %)      | 910 (1,48 %)      |
| всего        | 8249 (100 %)   | 15 859 (100 %)  | 15 588 (100 %)  | 65 112 (100 %)    | 61 598 (100 %)    |

По итогам переписи населения 2020 года проживали следующие национальности (национальности менее 1 % и другое, смотри в сноске к строке «Другие»):
| Национальность | Численность, чел. | Доля     |
| -------------- | ----------------- | -------- |
| Ингуши         | 60 227            | 97,02 %  |
| Чеченцы        | 748               | 1,20 %   |
| Другие         | 1103              | 1,78 %   |
| Итого          | 62 078            | 100,00 % |

## Местное самоуправление
Город республиканского значения в рамках местного самоуправления образует одноимённое муниципальное образование город Сунжа со статусом городского округа как единственный населённый пункт в его составе.
Структуру органов местного самоуправления городского округа Сунжа, обладающих собственными полномочиями по решению вопросов местного значения, составляют:
- Глава городского округа Сунжа — высшее должностное лицо городского округа;
- Городской совет депутатов — представительный орган местного самоуправления городского округа;
- администрация городского округа Сунжа — исполнительно-распорядительный орган местного самоуправления городского округа;
- контрольно-счётный орган городского округа Сунжа.

Глава городского округа:
- Дербичев Ислам Умат-Гиреевич (01.2015 — 06.2017)
- Цичоев Тимур Магометович (06.2017 — 12.2018)
- Албаков Магомет Асхабович (12.2018 — 12.2019)
- Сапралиев Хаваш-Багаудин Хаджибикарович[66] (12.2019 — 02.2021)
- Умаров Аслан Аюпович (с 02.2021)

Председатель городского совета:
- Цечоев Харон Юсупович (04.2017 — 09.2020)
- Накостоев Рашид Хавашевич[67] (с 09.2020)

## Экономика и социальная инфраструктура
- В Сунже расположен Сунженский маслосырзавод. Из числа учреждений образования и культуры в городе находятся:
- Ингушский государственный университет (некоторые корпуса; изначально университет был основан в Орджоникидзевской в 1994 году, сейчас большая часть его структурных подразделений находится в Назрани и Магасе),
- Национальная библиотека Республики Ингушетия имени Дж. Х. Яндиева,
- Исламский институт,
- Республиканский Колледж искусств,
- Пожарно-спасательный колледж.

## Религия
- Храм в честь Покрова Пресвятой Богородицы.

Первый Покровский храм, существовавший в станице Слепцовской, был построен в 1854 году и освящён в престольный праздник 1 (14) октября. Исповедные росписи по станичному православному приходу составлялись с 1846 года. В 1886 году при церкви открыта церковно-приходская школа. В начале XX века церковь за ветхостью была закрыта, 24 июня 1902 года был освящён молитвенный дом.
В источниках, в которых упоминается нынешняя Покровская церковь, обычно утверждается, что прежний храм был разрушен в 1930-е годы. Приблизительно с 1950-х годов богослужения совершались в молитвенном доме, позднее перестроенном в небольшую церковь. В то же время, на поклонном кресте, установленном во дворе нынешнего храма, указано, что он установлен на месте алтаря Покровской церкви, основанной ещё в 1912 году. Возможно, в данном случае речь идёт о молитвенном доме, освящённом в 1902 году (с ошибкой в дате), либо в 1912 году данный молитвенный дом действительно был преобразован в церковь. Ещё одним из вероятных объяснений может служить то, что в 1950-х молитвенный дом был устроен в здании бывшей старообрядческой церкви. После завершения строительства нынешнего храма прежняя церковь (молитвенный дом) была разобрана.
Ныне существующий большой Покровский храм начал строиться, как обычно указывается, в 2004 году. В ходе строительства он неоднократно подвергался обстрелам (как считается, со стороны боевиков-исламистов, действующих в республике). 9 июня 2012 года, в дни празднования 20-летия Республики Ингушетия, храм был открыт. В присутствии Ю. Б. Евкурова, А. Г. Хлопонина, С. В. Степашина, В. Г. Зеренкова, архиепископа Челябинского и Златоустовского Феофана, игумена муромского Спасо-Преображенского монастыря Варлаама (бывшего настоятеля станичной церкви) архиепископ Владикавказский и Махачкалинский Зосима совершил чин малого освящения храма. Великое освящение состоялось в престольный праздник Покрова Пресвятой Богородицы 14 октября 2012 года. Его провёл архиепископ Зосима в присутствии Главы Ингушетии Ю. Б. Евкурова.
Приход храма входит в состав Махачкалинской и Грозненской епархии, которую возглавляет бывший настоятель Покровской церкви епископ Варлаам (Пономарёв). Настоятелем станичной церкви некоторое время также был протоиерей Пётр Сухоносов, похищенный и убитый боевиками.
- Ново-Синайский мужской монастырь.

19 марта 2014 года Священный синод Русской православной церкви утвердил решение о создании на базе архиерейского подворья церкви Покрова Пресвятой Богородицы Ново-Синайского мужского монастыря. Игуменом монастыря стал правящий архиерей Махачкалинской и Грозненской епархии епископ Варлаам. Ново-Синайская обитель — единственный мужской монастырь в пределах епархии.

## Известные уроженцы
- Родившиеся в Сунже

## Общественный транспорт
Автобусное сообщение
В Сунже действует система общественного транспорта.
Городские маршруты:
- №1 Рынок — Железнодорожный вокзал
- №2 Рынок — Мечеть — Улица Богатырева — Рынок (кольцевой)

Пригородные и междугородние маршруты (отправляются от остановки «Рынок»):
- №101 Сунжа — Ассиновская
- №102 Сунжа — Аршты
- №103 Сунжа — Верхний Алкун
- №105 Сунжа — Нестеровская
- №107 Сунжа — Троицкая
- №144 Сунжа — Магас
- №302 Сунжа — Прохладный
- №306 Сунжа — Грозный
- №308 Сунжа — Владикавказ
- №512 Сунжа — Малгобек
- №128 Сунжа — Верхнее Чемульга
- №301 Сунжа — Нальчик
- №4310 Сунжа — Грозный
- Сунжа — Нестеровская

Железнодорожное сообщение
Железнодорожная станция Слепцовская.